# Fritz Karsunke
Fritz Karsunke (* 14. August 1910 in Gimmel, Provinz Schlesien; † unbekannt) war ein deutscher Politiker und Funktionär der DDR-Blockpartei Demokratische Bauernpartei Deutschlands (DBD). 
Karsunke war der Sohn eines Landwirts und gelernter Zimmermann. Am 13. Juni 1937 beantragte er die Aufnahme in die NSDAP und wurde rückwirkend zum 1. Mai desselben Jahres aufgenommen (Mitgliedsnummer 4.732.070). Später lebte er in Zschieschen, wo er die dortige LPG leitete. Von 1954 bis 1967 gehörte er als Mitglied der DBD der Volkskammer der DDR an.